# Vacances animées
 (février 2015).
Si vous disposez d'ouvrages ou d'articles de référence ou si vous connaissez des sites web de qualité traitant du thème abordé ici, merci de compléter l'article en donnant les références utiles à sa vérifiabilité et en les liant à la section « Notes et références ».
Vacances animées était une émission de télévision française pour la jeunesse programmée sur la Deuxième chaîne de l'ORTF de 1974 à 1975, et sur Antenne 2 de 1975 jusqu’au 9 septembre 1977. Diffusée tous les après-midi, pendant la période des vacances, la programmation comportait de nombreuses rubriques : dessins animés, chansons et les élucubrations de la marionnette Crocosel, un gentil crocodile (l'animation de Crocosel était réalisée par Jean-Claude Dehix). De nombreux concours, comme "A2 c'est gagné" permettait de récompenser les jeunes téléspectateurs.
Les diverses séquences étaient imaginées par Gérard Calvet et dans les débuts d'Antenne 2, les moyens étant limités, Vacances animées utilisait le studio des speakerines pour enregistrer les sujets et les présentations de Virginia Crespeau et de Christian ECLIMONT.
La marionnette Crocosel adoptée, très rapidement par les enfants, recevait tellement de courrier que la poste du 7e arrondissement a créé un service spécial de distribution pour acheminer les dessins et les lettres des jeunes téléspectateurs vers les bureaux d'Antenne 2.  
La dernière saison, de septembre 1976 à juillet 1977, l'émission est également diffusée en temps scolaire et devient hebdomadaire sous le titre Mercredi animé.